# Балтазар ван дер Пол
Балтазар ван дер Пол (нід. Balthasar van der Pol; нар. 27 січня 1889, Утрехт, Нідерланди — пом. 6 жовтня 1959, Вассенаар, Нідерланди) — голландський фізик, відомий через Осцилятор Ван дер Поля, що демонструє один з найперших прикладів автоколивання.

## Біографія
Вивчав фізику в Утрехтському університеті, який закінчив 1916 року і де захистив дисертацію на ступінь доктора 1920 року. Також вивчав експериментальну фізику під керівництвом Джона Амброз Флемінга та Джозефа Джона Томсона у Лондоні та Кембриджі. В 1921 році приєднався до фізичної лабораторії Філіпса (нід. Philips Natuurkundig Laboratorium) в Ейндговені, де залишився та працював до 1949 року. Цього ж року був обраний членом нідерландської королівської академії наук.
Наукова діяльність Ван дер Поля була зосереджена переважно у розділах математичної фізики, поширення радіохвиль та теорії електричних кіл. 1920 року вивів рівняння, яке описує автоколивання в ламповому генераторі (рівняння Ван дер Поля). Для вирішення цього рівняння запропонував метод "коефіцієнтів, які повільно змінюються" (метод Ван дер Поля), який відіграв важливу роль у розвитку теорії нелінійних коливань.
Астероїд 10443 van der Pol названий на його честь.